# 卡拉·卡波尼
卡拉·卡波尼（義大利語：Carla Capponi，1918年12月7日—2000年11月24日）是一名義大利政黨政治家，曾參與意大利抵抗运动而獲得金质勇气勋章。